# Valverde (Viseu)
Valverde is een plaats (freguesia) in de Portugese gemeente Tondela en telt 100 inwoners (2001).